# ريتشارد كاري
ريتشارد كاري (بالإنجليزية: Richard Carey)‏ هو سياسي أمريكي، ولد في 7 يناير 1929 في الولايات المتحدة، وتوفي في 19 يوليو 2013 في نفس البلد. حزبياً، نشط في الحزب الديمقراطي. وقد انتخب عضو مجلس نواب مين وانتخب عضو مجلس ولاية مين.